# Колекторна комутация
Колекторна комутация е метод на прехвърляне на електрическата енергия от подвижните части на различните електрически машини чрез плъзгащи контактни тела. Контактните тела на ротора на машината винаги са изработени от по-твърд и трудно окислим материал, най-често медни сплави. Плъзгащите неподвижни контактни тела се изработват от чист графит или такъв с примесии при работа в тежки условия или метални пластинки при миниатюрните двигатели. За нормална работа е необходима редовна поддръжка и периодична замяна на плъзгащите контакти.
 Архив на оригинала от 2018-07-05 в Wayback Machine. Колекторната комутация е от основно значение при работата на ротационните преобразуватели и управлението на електрическите двигатели.

## Колекторни пръстени
Колекторни пръстени най-често се използват в ротора на синхронните машини за захранване на възбудителната намотка или при асинхронни двигатели с навит ротор. Пръстените винаги са поне 2 на брой, задължително изолирани помежду си. При трифазни системи се използват и три пръстена.

## Колекторни пластини
Колекторни пластини най-често се използват в ротора на колекторните постояннотокови машини, където изпълняват ролята на механичен инвертор. Използват се и в универсалните колекторни двигатели за променлив ток. Броят им зависи от съответно и от броя на котвените намотки. За всяка намотка съответства 1 чифт пластини.
Теоретично колекторният постояннотоков двигател често се онагледява с една намотка и две пластини. На практика този дизайн не се използва поради неустойчивост и лоша комутация. Минималният брой пластини е 3.